# Trojes
Trojes is een gemeente (gemeentecode 0719) in het departement El Paraíso in Honduras. De gemeente grenst aan Nicaragua.
In de gemeente wordt koffie verbouwd en vee gehouden.

## Bevolking
De bevolking is als volgt verdeeld:
| Vrouwen | 24.183 | 48,3% |
| Mannen  | 25.864 | 51,7% |

## Dorpen
De gemeente bestaat uit zeven dorpen (aldea), waarvan de grootste qua inwoneraantal: Trojes (code 071901) en Sifuentes (071904).